# Товариство «Вінничани у Києві»
Товариство «Вінничани у Києві» — українська громадська організація, розташована в Києві. Об'єднує на добровільних засадах громадян, що живуть в Києві і народилися у Вінницькій області або певний час проживали на її території.
Створена 17 березня 2007 року.

## Мета та завдання
Метою Товариства є об'єднання зусиль вінничан і вихідців з Вінницької області або тих, які вважають себе такими, для:
- реалізації й захисту своїх правових, соціальних, економічних, творчих, вікових, національно-культурних і інших спільних інтересів;
- розвитку їх творчої ініціативи та ділової активності;
- сприяння членам Товариства та членам їхніх родин у поліпшенні медичного, побутового й сервісного обслуговування;
- створення зручних умов для спілкування та зміцнення особистих, професійних і творчих відносин між членами Товариства;
- сприяння поширенню їх зв'язків та контактів з населенням і колективами підприємств, установ і організацій Вінницької області, інших регіонів України й держав світу;

Завданням Товариства є консолідація зусиль членів Товариства та залучення їх інтелектуального потенціалу для вирішення питань соціально-економічного і культурного розвитку Вінницької області і збереженню та збагаченню її історико-культурної спадщини.

## Діяльність
Різнопланова робота Товариства сприяє зміцненню державності України, збереженню і збагаченню традицій та історико-культурної спадщини малої батьківщини, налагодженню контактів мешканців Вінниччини із земляками які проживають в Києві, а також задоволенню творчих, професійних, вікових, національно-культурних, духовних та інших суспільних інтересів і традицій своїх членів.
Завдяки тісним зв'язкам зі своєю малою батьківщиною, Товариство володіє об'єктивною неупередженою інформацією про ситуацію у Вінницькій області, районах, містах, селах, Товариство узагальнює пропозиції щодо розвитку Вінниччини і лобіює їх в центральних органах влади. На цьому підґрунті час від часу відбуваються робочі зустрічі керівників Товариства з урядовцями, народними депутатами України.
Товариство має потужну консолідуючу і об'єднуючу функцію, яка реалізовується через залучення до участі в роботі товариства усього соціального спектра київських вінничан, потужну співпрацю з іншими громадськими організаціями, активне формування громадської думки.

### Заходи
За 3 роки діяльності Товариство здійснило низку заходів, зміцнилось чисельно і стало впливовою громадською організацією столиці.
Товариство проводить регулярні заходи благодійного, культурного і ділового характеру, зустрічі членів Товариства та організовує їхнє спільне дозвілля. Було багато зроблено для популяризації Товариства у Києві та Вінницькій області, поширення інформації та просування іміджу міста Вінниці і Вінницької області у столиці, встановлення та розвитку контактів із земляцтвами інших регіонів.
Товариство «Вінничани у Києві» постійно проводить новорічні зустрічі земляків.

#### 2008 рік
- допомогли: новоствореному перинатальному центру Вінниччини, подарувавши кувез для недоношених дітей, що дозволить виходжувати немовлят вагою від 500 грамів; переможцям обласного етапу Всеукраїнських олімпіад відвідати з екскурсією м.Кам'янець-Подільський та Хотин; Вінницькому національному педагогічному університету, здійснивши передплату періодичних видань; п'яти військовим частинам, яким на День захисника Вітчизни було подаровано сучасні телевізори.
- організували: виставку вінницьких художників Людмили Бондар та Анатолія Гайструка в Києві; науковий семінар для головних акушер-гінекологів районів Вінницької області; вручення дитячої літературної премії «Зміна» талановитим школярам Вінниччини.
- брали участь: в святкуванні Дня Києва в 2008 році, представивши Вінниччину серед інших регіонів України у парку Дружби народів. На цьому святі 27 киян — вихідців з Вінниччини подали заяви до товариства «Вінничани у Києві»; в святкуванні Дня працівників сільського господарства у 2008 році в Вінниці, відзначивши своїми подяками та цінними подарунками за вагомий внесок в розвиток агропромислового комплексу Вінниччини найкращих представників цієї професії; в організованій вінничанами акції «Земляцтва єднають Україну» у м. Вінниці, де перебували представники Ради земляцтв областей України.

### Проєкти
Товариство реалізує такі проєкти:
- Культурологічний проєкт «Спадщина» — відкрити цікаві сторінки історичної, духовної, природної, архітектурної, культурної спадщини кожного населеного пункту Вінницької області;
- «Часопис товариства» — Цей проєкт має на меті видання щорічного друкованого альманаху, який буде містити інформацію про Товариство, визначні дати та події з життя Товариства. На його шпальтах будуть розміщені вірші, статті, публікації, повідомлення про наукові досягнення наших земляків, нариси, оповідання, краєзнавчі та народознавчі розвідки, презентації, малюнки а також інформацію про кожного з членів Товариства, а саме невелика біографія та фото. Також часопис буде містити інформація про Товариство, його історію, хроніку діяльності, проведені акції, проєкти, довідкову інформацію, фотогалерею, інтерв'ю з нашими земляками та багато іншої цікавої інформації.
- «Молодіжне крило» — об'єднання молоді-вихідців з Вінниччини задля реалізації молодіжних освітніх та культурно-мистецьких проєктів. Підтримка обдарованої молоді Вінниччини.
- «Інтерв'ю» — проєкт надає можливість кожному члену організації висловити свою думку з приводу будь-якого питання, що його турбує. В рамках проєкту на сайті товариства створена окрема рубрика, де і розміщуються ці інтерв'ю, таким чином вони є доступними широкому загалу, що певною мірою може посприяти вирішенню питання, або просто приверне увагу до проблеми.

## Структура
Постійно діючим органом Товариства є Президія, виконавчим органом — Секретаріат.
Кожні два роки на зборах переобираються керівні органи — Президія та Рада, голова Товариства та Ревізійна комісія.
На звітно-виборчих зборах 21 березня 2009 року було обрано склад Президії в кількості 21 чоловіка, та склад Ради в кількості 65 чоловік.
Нині головою Товариства є В. С. Продивус.

## Члени Товариства «Вінничани у Києві»
Серед членів Товариства представникі всіх верств населення — міністри, народні депутати України, учені, літератори, лікарі, підприємці, службовці, студенти, пенсіонери, військові, домогосподарки.
Членами Товариства «Вінничани у Києві» є відомі в Україні та за її межами люди: олімпійська чемпіонка  Наталка Добринська, письменник-сатирик  Олег Чорногуз , екс-міністр з питань житлово-комунального господарства України Олексій Кучеренко, заслужений артист України співак Лері Вінн, та інші.